# 欧托勒瓦图瓦
欧托勒瓦图瓦（法語：Hautot-le-Vatois，法語發音：[oto lə vatwa]）是法国滨海塞纳省的一个市镇，属于鲁昂区。

## 地理
欧托勒瓦图瓦（49°38'48"N, 0°41'21"E）面积6.07 平方千米，位于法国诺曼底大区滨海塞纳省，该省份为法国北部沿海省份，其西部及北部濒大西洋英吉利海峡，东起顺时针与索姆省、瓦兹省、厄尔省和卡爾瓦多斯省接壤。
与欧托勒瓦图瓦接壤的市镇（或旧市镇、城区）包括：邦勒孔特、埃克雷特维尔莱邦、昂夫龙维尔、罗克福尔、瓦利凯维尔、莱欧德科。

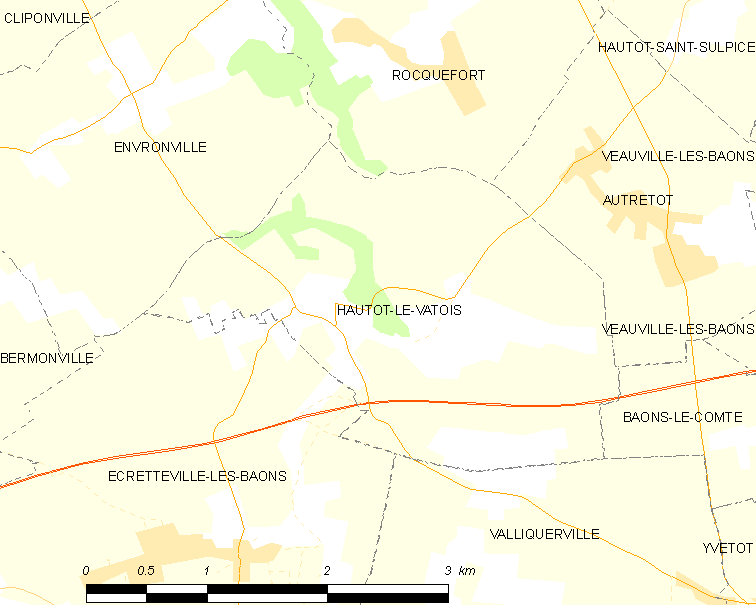
欧托勒瓦图瓦的OSM定位图

欧托勒瓦图瓦的时区为UTC+01:00、UTC+02:00（夏令时）。

## 行政
欧托勒瓦图瓦的邮政编码为76190，INSEE市镇编码为76347。

## 政治
欧托勒瓦图瓦所属的省级选区为伊沃托县。

## 人口

1962-2008年间欧托勒瓦图瓦人口变化图示

欧托勒瓦图瓦于2022年1月1日时的人口数量为334人。